# Казе Буђела (Торино)
Казе Буђела је насеље у Италији у округу Торино, региону Пијемонт.
Према процени из 2011. у насељу је живело 22 становника. Насеље се налази на надморској висини од 366 м.